# Свиридовка (Ершичский район)
Свиридовка — деревня в Ершичском районе Смоленской области России. Входит в состав Сукромлянского сельского поселения. Население — 1 житель (2007 год). 
Расположена в южной части области в 13 км к юго-востоку от Ершичей, в 25 км юго-западнее автодороги А141 Орёл — Витебск, на берегу реки Вороница. В 28 км северо-восточнее деревни расположена железнодорожная станция Пригорье на линии Рославль — Брянск.

## История
В годы Великой Отечественной войны деревня была оккупирована гитлеровскими войсками в августе 1941 года, освобождена в сентябре 1943 года.